# Marc Francina
Marc Francina, né le 2 février 1948 à Évian-les-Bains en Haute-Savoie et mort le 26 octobre 2018 à Thonon-les-Bains, est un homme politique français.

## Carrière professionnelle
Avant d'entamer sa carrière politique, Marc Francina est conseiller financier dans une banque régionale.

## Carrière politique
Il est élu député le 16 juin 2002, pour la XIIe législature (2002-2007), dans la 5e circonscription de Haute-Savoie comme suppléant de Jean-Marc Chavanne. Il lui succède le 11 mars 2003. Il est réélu en juin 2007 puis en juin 2012.
Il appartient au groupe politique de l'UMP.
Marc Francina est élu conseiller municipal d'Évian-les-Bains en 1977, avant de devenir maire de la ville en 1995. Il succède à Henri Buet, maire de 1977 à 1995. Il reste maire d'Evian jusqu'à son décès le 26 octobre 2018.
En 1982, Marc Francina est élu conseiller général d'Évian-les-Bains. Il est vice-président du conseil général de 2001 à 2003, date de sa démission pour devenir député.
À sa création, Marc Francina devient président de la communauté de communes du Pays d'Évian, regroupant les 16 communes du canton d'Évian-les-Bains, plus Marin. À la suite des élections municipales de mars 2008, il est élu premier vice-président de l'intercommunalité.

## Mandats
- 1977-1995 : conseiller municipal d'Évian-les-Bains ;
- 1982-2003 : conseiller général de la Haute-Savoie ;
- 1995-2018 : maire d'Évian-les-Bains ;
- 2003-2017 : député de la 5e circonscription de Haute-Savoie.